# Синатра, Нэнси
Нэ́нси Са́ндра Сина́тра (англ. Nancy Sandra Sinatra; род. 8 июня 1940, Джерси-Сити, Нью-Джерси) — американская певица, пик популярности которой пришёлся на вторую половину 1960-х годов.

## Биография
Нэнси — дочь Фрэнка Синатры, который для её четвёртого дня рождения записал песню «Nancy (with the Laughing Face)». В 1959 году она уже снималась с ним в кино, а три года спустя дебютировала на телевидении в передаче, которую вёл её отец и в которой принимал участие Элвис Пресли. Впоследствии она сыграла с Пресли в фильме «Спидвей»; её наиболее известная работа в кино — фильм «Дикие ангелы» (1966) с Питером Фондой.
Музыкальная карьера Нэнси началась в 1966 году. Она предпочитала исполнять современную поп-музыку, которая имела мало общего с той, что принесла славу её отцу. Отличительной чертой её образа была вызывающая сексуальность, которую были призваны подчеркнуть модные мини-юбки и высокие каблуки. Образ «капризной штучки» особенно ярко проявился в видеоклипе на её первый сингл, «These Boots Are Made for Walkin’», который закончил своё победное шествие по миру покорением вершины Billboard Hot 100 и британских чартов продаж.
Значительная заслуга в успехе молодой певицы принадлежала авторитетному продюсеру Ли Хэйзлвуду, с которым она записала несколько дуэтов, в том числе такой шедевр психоделии, как «Some Velvet Morning». Под его руководством Нэнси записала песню «You Only Live Twice» — главную тему одноимённого пятого фильма Бондианы — и дуэт с отцом, «Somethin’ Stupid», взобравшийся на верхнюю позицию чартов по обе стороны Атлантики.
В 1970-е годы Нэнси Синатра уходит из шоу-бизнеса, чтобы проводить больше времени с мужем и детьми. В 1985 году выпустила книгу про отца, а десять лет спустя в музыкальные магазины поступил её первый за многие годы альбом — к удивлению многих, записанный в стиле кантри. Для раскрутки альбома 55-летняя певица снялась на обложке эротического журнала Playboy.
Новый всплеск интереса к звезде 1960-х пришёлся на начало 2000-х, когда Квентин Тарантино использовал её старую запись хита Шер «Bang Bang (My Baby Shot Me Down)» в титрах своей дилогии «Убить Билла». Примерно в то же время Робби Уильямс переработал «You Only Live Twice» в свой суперхит «Millennium» и записал «Somethin’ Stupid» в качестве рождественского дуэта с Николь Кидман. В мультфильме «Шрек 2» Кот в сапогах голосом Бандераса распевает «These Boots Are Made for Walkin’». Вдохновленная возвращением интереса к своему творчеству, певица в 2003 году записывает вместе с Хэйзлвудом альбом нового материала, причём в записи принимали участие такие рок-музыканты, как Моррисси и участники U2.

## Личная жизнь
Браки
- Томми Сэндс (1960—1965, разведена)[7]

- Хью Ламберт (1970—1985)[8]

Дети (с Ламбертом)
- Анжела Дженнифер
- Аманда Катарина Ламберт

## Фильмография
- 1964 — Для тех, кто молод / For Those Who Think Young — Карен Кросс
- 1964 — Найди себе студентку / Get Yourself a College Girl — Линн
- 1965 — Свадьба на скалах / Marriage on the Rocks — Трейси Эдвардс
- 1966 — Призрак в невидимом бикини / The Ghost in the Invisible Bikini — Вики
- 1966 — Последний из секретных агентов? / The Last of the Secret Agents? — Мишлин
- 1966 — Оскар / The Oscar — играет себя
- 1966 — Дикие ангелы / The Wild Angels — Майк
- 1968 — Спидвей / Speedway — Сьюзен Джекс
- 2006 — Клан Сопрано / The Sopranos — камео